# Augustus Corvus

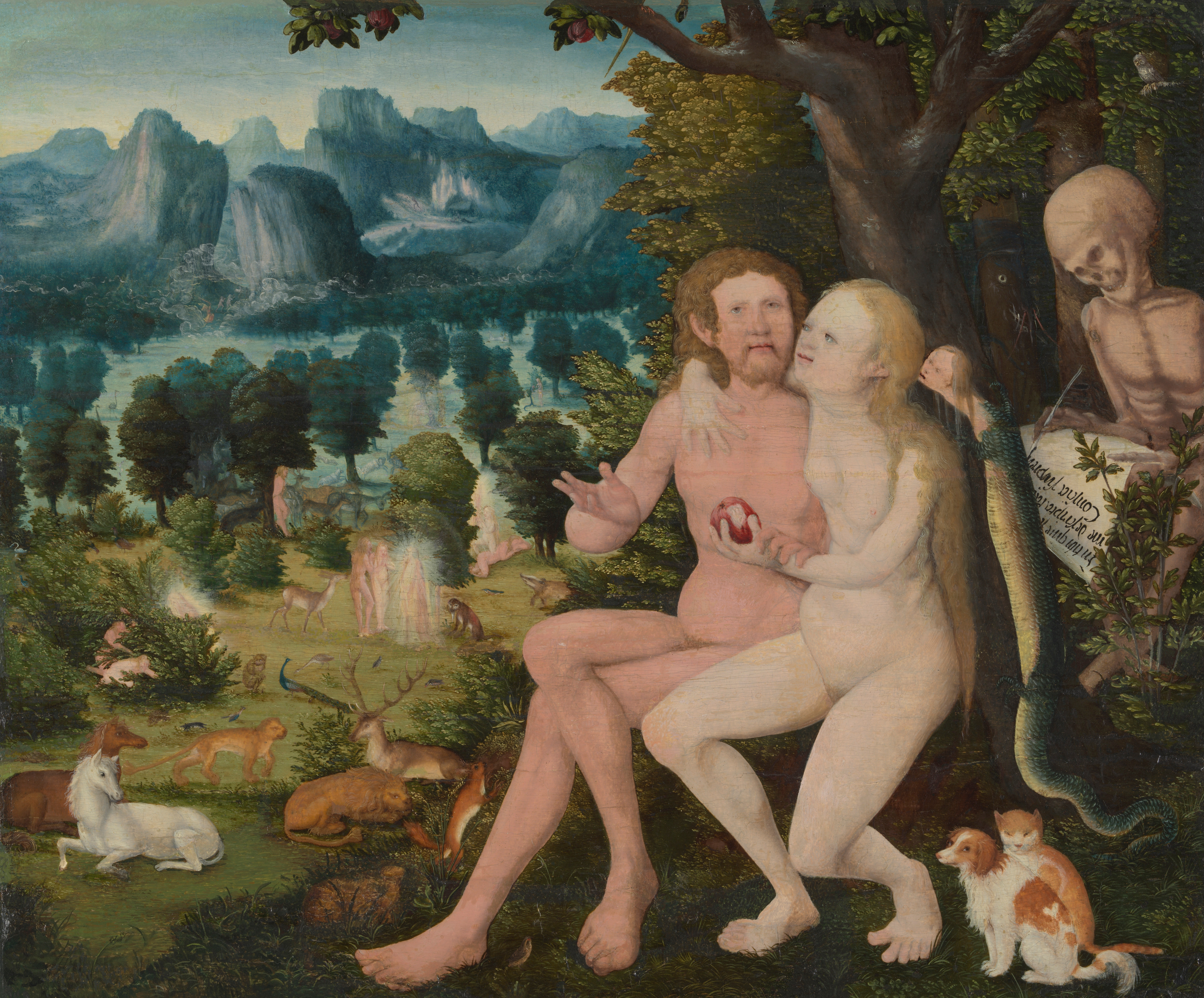
Augustus Cordus, Der Sündenfall, 1544, Art Institute of Chicago

Augustus Corvus (auch Augustus Cordus) war ein in der zweiten Hälfte des 16. Jahrhunderts tätiger deutscher Maler.
Er war ein Schüler von Lucas Cranach d. Ä. und eine Zeit lang in dessen Werkstatt tätig. Spätestens ab 1555 hielt er sich in Dresden auf. Ein „Augustus Corvus/faciebat./1558“ signiertes und datiertes Gemälde mit einer Darstellung der „Maria mit dem Kinde“ wurde 1911 durch die Berliner Gemäldegalerie erworben und 1937 an die Deutsche Botschaft in London ausgeliehen. 1945 wurde es von den Alliierten beschlagnahmt und versteigert. Seitdem ist der Verbleib unbekannt.